# Myclobutanil
Le myclobutanil Nom déposé Systhane ( Dow AgroSciences)    est un fongicide systémique, un triazole, utilisé en agriculture. Son utilisation est interdite dans l'Union Européenne depuis mai 2021.Il est interdit à la vente aux particuliers en France depuis le 17 juin 2015, avec une tolérance jusqu'au 30 novembre 2015.

## Utilisation
C'est un fongicide systémique dont le mécanisme d'action est le  blocage de la biosynthèse de l'ergostérol (Il agit par inhibition de la 14-a déméthylation des stérols). Il a une action préventive et curative. Il est actif sur les ascomycètes et des basidiomycètes. Il peut être utilisé sur de nombreuses cultures en traitement foliaire contre l'oïdium du pommier et du poirier, sur la Criblure à Coryneum, la brûlure de la feuille, la rouille, l'oïdium de la vigne et des cucurbitacées, l'oïdium et la rouille sur les fleurs ornementales, sur diverses maladies du blé etc...
Myclobutanil est peu toxique pour les mammifères supérieurs. Le Codex Alimentarius définit les quantités maximales autorisées dans les  différents produits destinés à l'alimentation humaine.
| Myclobutanil (2 stéréoisomères) | Myclobutanil (2 stéréoisomères) |
| ------------------------------- | ------------------------------- |
| (S)-configuration               | (R)-configuration               |